# سیخک (قارچ)
سیخک (قارچ) (نام علمی: Claviceps) نام یک سرده از subdivision قارچ‌های فنجانی است.